# 山田料金所
山田料金所（やまだりょうきんじょ）は、鹿児島県鹿児島市山田町にある指宿スカイラインの本線料金所である。
山田料金所では山田ICから鹿児島ICまでの区間の料金を徴収する。鹿児島県道路公社指宿スカイライン管理事務所を併設している。
ETC運用開始に伴い、2017年6月1日からETC設置工事のため一部レーンが閉鎖され、2017年12月1日からETCが上下線合わせて2レーン設置された。2018年2月20日からはさらに2レーン増設され、上下線合わせて4レーンでの運用が行われた。2017年12月1日のETC運用開始に併せてこれまで販売されてきた回数券は2017年11月30日をもって廃止となった。

## 路線
- 指宿スカイライン

## 沿革

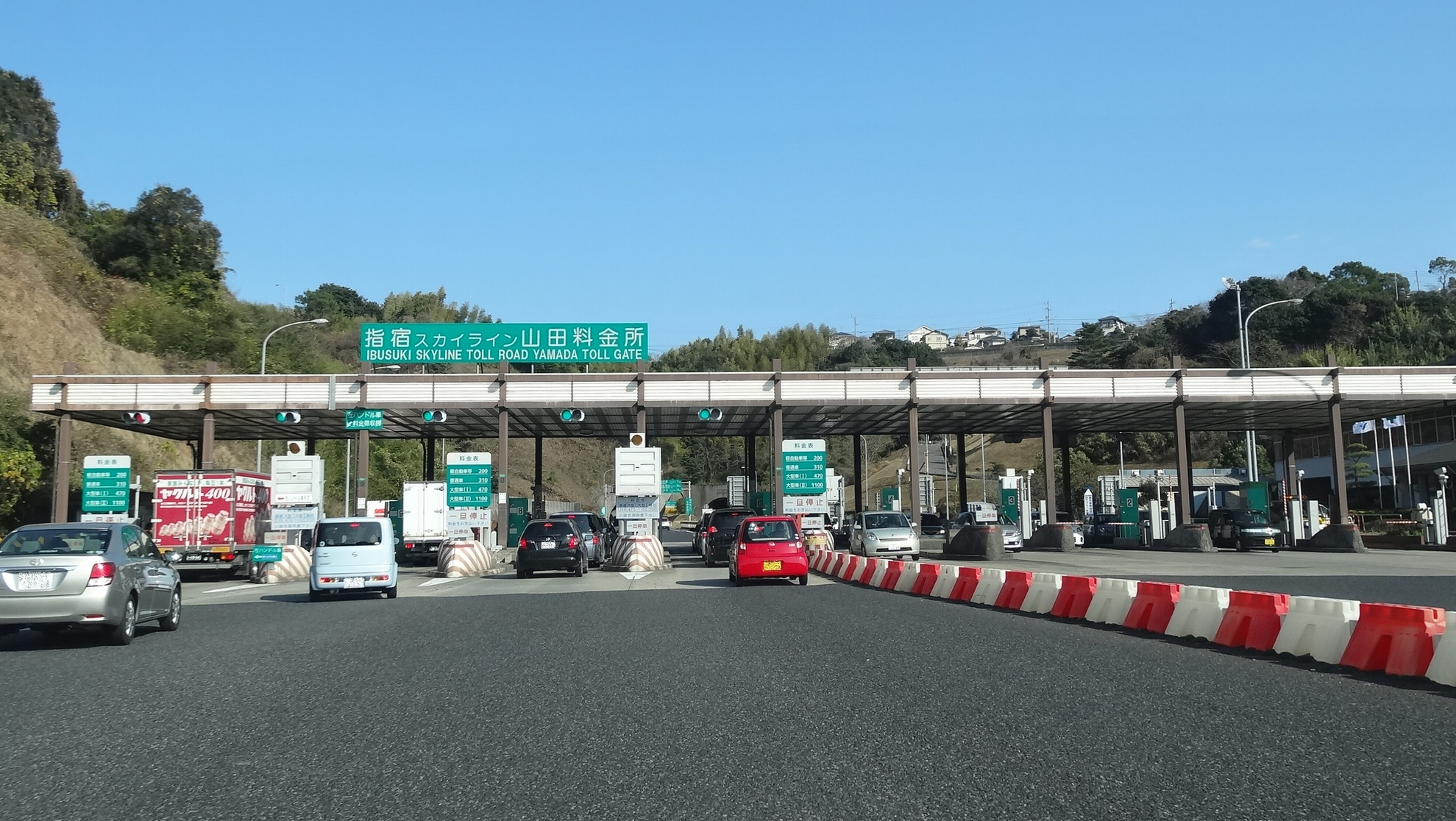
ETCレーン設置前の施設、空港・熊本方面（2013年1月）

- 1988年（昭和63年）3月29日：谷山IC - 鹿児島IC間開通に伴い、供用開始。
- 2017年（平成29年）
  - 6月1日：当面の間一部レーンを閉鎖し、ETC設置工事に着手[1]。
  - 12月1日：上下線各1レーンでETCの運用が開始[2]。また導入に伴いETC搭載車両について終日1割程度割引が行われ[2][5]、同時に回数券が廃止[2][6]。
- 2018年（平成30年）2月20日：ETCレーンが上下線各2レーンに増設される[3][2][5]。
- 2022年（令和4年）4月1日：山田IC指宿方面出入口設置に伴い、指宿方面ランプ内に山田第2料金所を設置[7][8]。

## 料金所
ブース数：10

### 谷山方面
- ブース数：5
  - ETC：2
  - 一般:2
  - 閉鎖中:1

### 鹿児島方面
- ブース数：5
  - ETC：2
  - 一般：2
  - 閉鎖中：1

なお、料金所は無人であり、自動収受機での対応となっている。

## 料金
2019年（令和元年）10月1日現在の料金は以下のとおりである。
| 車種        | 一般    | ETC   |
| ----------- | ------- | ----- |
| 軽自動車    | 210円   | 190円 |
| 普通車      | 330円   | 290円 |
| 大型車 (I)  | 500円   | 410円 |
| 大型車 (II) | 1,160円 | 960円 |

## 隣
指宿スカイライン
(29)鹿児島IC - 山田料金所 - 山田IC